# بیت بریس (روستا)
 بیت بریس  به عربی ( بیت بَریس )، روستایی است در دهستان احبوب از توابع استان 
استان صَنعاء در کشور یمن در شبه جزیره عربستان.

## جمعیت
جمعیت آن (۸۸ ) نفر (۹ خانوار) می‌باشد.